# Hoya odorata
Hoya odorata ist eine Pflanzenart der Gattung der Wachsblumen (Hoya) aus der Unterfamilie der Seidenpflanzengewächse (Asclepiadoideae).

## Merkmale
Hoya odorata ist eine terrestrisch wachsende, strauchartige, kleine Pflanze, die selten auch etwas epiphytisch klettert. Die kahlen Triebe sind wenig verzweigt und dicht beblättert. Frische Triebe sind mehr oder weniger biegsam, ältere Triebe verholzen leicht. Die leicht nach oben ausgebreiteten Blätter sind nur kurz gestielt. Die dünnen, ledrigen Blattspreiten sind elliptisch bis lanzettlich-elliptisch, 3,5 bis 5 cm lang und 1,3 bis 2,2 cm breit. Der Apex ist zu einer Spitze ausgezogen, die Basis ist gerundet bis keilförmig. Die Blätter sind durchscheinend. Die Mittelrippe ist deutlich ausgebildet. Von der Mittelrippe gehen je etwa 6 kurze Sekundärrippen ab. Sie sind auf Ober- und Unterseite kahl. Die vegetativen Teilen sondern bei Verletzung einen weißen Milchsaft ab.
Die doldenförmigen Blütenstände haben nur wenige Blüten. Die fadenförmigen, kahlen Blütenstiele sind etwa 2 cm lang. Die Kelchblätter sind länglich-lanzettlich, 0,2 cm lang und enden stumpf. Die Ränder sind spärlich mit Zilien besetzt. Die Knospen sind fünfeckig mit ausgeprägten Rippen, da wo sich die Ränder der Kronblätter treffen, Die Blütenkrone misst etwa 1,7 cm im Durchmesser. Die weißen Kronblätter sind basal zur Hälfte verwachsen. Die Zipfel sind dreieckig-eiförmig, die Apices spitz. Sie sind außen kahl, innen fein papillös. Die fleischigen, eiförmigen Nebenkronenzipfel sind wachsweiß bis grünlich-gelb und waagrecht ausgebreitet, etwa 4 mm lang. Der innere Fortsatz ist spitz und aufsteigend, der äußere Fortsatz ist sehr stumpf. Die Staubbeutelfortsätze sind nicht länger als die inneren Fortsätze, die Ränder sind membranös. Die Pollinia sind keulenförmig und lang und schmal, am Apex etwas trunkiert. Die Caudiculae sind sehr kurz und setzen an der breitesten Stelle des Corpusculums an. Das Corpusculum ist klein und rhombisch bzw. drachenförmig, die breiteste Stelle liegt leicht oberhalb der Mitte. Bei der Unterart loheri sind die Pollinien 680 µm lang und 200 µm breit. Die Blüten bleiben etwa 10 Tage offen und duften intensiv nach Limone und Honig. Sie sondern Nektar ab, der süßlich schmeckt.

## Ähnliche Arten
Hoya odorata ähnelt Hoya cembra Kloppenb. und Hoya paziae. Alle drei Arten wachsen eher strauchartig, als epiphytisch kletternd. Sie unterscheidet sich aber durch die breit-elliptischen, kleineren Blätter: 3,5 bis 5 cm lang und 1,3 bis 2,2 cm breit. vs. 8 bis 10 cm und 2 bis 3 cm breit (bei Hoya cembra). Die Blätter von Hoya paziae sind deutlich breiter im Verhältnis zur Länge (6 bis 7 cm lang und 2,5 bis 3 cm). Die Blüten duften nicht. Die Pollinien von Hoya cembra sind kürzer im Verhältnis zum Corpusculum bzw. das Corpusculum ist wesentlich größer, und es sind mäßig lange Caudiculae ausgebildet.

## Geographische Verbreitung und Habitat
Die Nominatunterart kommt am Mount Mariveles in der Provinz Bataan, Insel Luzon, Philippinen vor. Sie wurde dort in einem Bergregenwald auf 1.300 m über Meereshöhe gesammelt. Die Unterarten kommen an weiteren Lokalitäten auf der Insel Luzon sowie auf der Insel Negros vor.

## Taxonomie
Das Taxon wurde 1906 von Rudolf Schlechter publiziert. Der Holotyp wurde im Januar 1904 von Elmer Merrill gesammelt. Er wird Herbarium des Botanischen Garten Berlin unter der Nummer #5650 aufbewahrt (#3202 Jan. 1904). Die Plants of the World online akzeptiert das Taxon als gültig.
Derzeit sind folgende Unterarten von Hoya odorata beschrieben.
- Hoya odorata subsp. odorata Schltr.
- Hoya odorata subsp. antoinsensis Kloppenburg (2015), Negros[5]
- Hoya odorata subsp. garciae Kloppenburg (2015), Negros[6]
- Hoya odorata subsp. loheri Kloppenburg (2019), Luzon[7]
- Hoya odorata subsp. miquilingensis Kloppenburg (2018)[8]
- Hoya odorata subsp. rizaliana Kloppenburg (2019), Luzon[9]
- Hoya odorata subsp. taytayensis Kloppenburg (2015), Negros[10]

## Anmerkung
1. ↑  Die Pollinarien der einzelnen Unterarten differieren z. T. erheblich vom Pollinarium der nominellen Unterart und es stellt sich die Frage, ob die 6 Subspecies wirklich alle zu Hoya odorata zu stellen sind. Beispielsweise hat das Pollinarium von Hoya odorata subsp. garciai in den Maßen, Proportionen der Pollinien zum Corpusculum, und der Form des Corpusculums größere Ähnlichkeit zu Hoya cembra als zu Hoya odorata.